# Verhandelingen van het Bataviaasch Genootschap van Kunsten en Wetenschappen
Verhandelingen van het Bataviaasch Genootschap van Kunsten en Wetenschappen, (abreujat Verh. Batav. Genootsch. Kunst.), és una revista amb il·lustracions i descripcions botàniques que va ser editada a Batàvia (actual Jakarta) en tres edicions des de 1779 fins a 1922.

## Publicació
- Edició núm. 1, vols. 1-4 republicat a Amsterdam i Rotterdam, 1781-87;
- Edició núm. 2, vols. 1-9 [vol. 7 no publicat], 1820-1827;
- Edició núm. 3, vols. 1, 1825, vol. 2, 1826